# Inteligentne specjalizacje
Inteligentne specjalizacje – dziedzina życia gospodarki lub nauki stanowiąca nową, rozwojową specjalizację gospodarczą, która opiera się na wykorzystaniu unikalnych zasobach naturalnych regionów, połączeniu różnych branż, zastosowaniu innowacyjnych rozwiązań technologicznych. Inteligentne specjalizacje mają na celu doprowadzić do powstania nowych rynków aktywności gospodarczej, modernizacji oraz podniesieniu konkurencyjności regionów. Każde z województw Polski ma określoną listę inteligentnych specjalizacji. 
Przykłady inteligentnych specjalizacji
- biogospodarka
- energetyka niskoemisyjna
- mechatronika
- ICT
- ekonomia wody
- turystyka prozdrowotna
- energia zrównoważona